# Hạt sôi
Một hạt sôi, đá sôi là một hạt nhỏ, không đồng đều được thêm vào chất lỏng để giúp đun sôi ổn định hơn. Hạt sôi thường được sử dụng trong quá trình chưng cất và sưởi ấm. Khi một chất lỏng trở nên quá nhiệt, một hạt bụi hoặc que khuấy có thể làm sôi nhanh chóng. Sự sôi rất nhanh này có thể cực kỳ nguy hiểm và gây ra các chất phản ứng để châm ngòi, có thể gây ra các vết bỏng nặng, làm hỏng các thí nghiệm và các thiết bị. Hạt sôi hoạt động bằng cách cung cấp các năng lượng hạt nhân để nước lỏng sôi ổn định mà không trở nên quá nóng.

## Sử dụng
Các loại hạt sôi không được cho vào chất lỏng đã gần điểm sôi của nó, vì điều này cũng có thể làm sôi nhanh chóng.
Cấu trúc của một hạt sôi bẫy chất lỏng trong khi sử dụng, có nghĩa là chúng không thể được tái sử dụng trong các thiết lập phòng thí nghiệm. Chúng cũng không hoạt động tốt dưới chân không; nếu một dung dịch đun sôi dưới chân không, tốt nhất nên thường xuyên khuấy.

## Nguyên vật liệu
Các hạt sôi thường được làm bằng chất liệu xốp như alumina, calci cacbonat, calci sunfat hoặc cacbon, và thường có một lớp phủ trơ bằng PTFE. Điều này đảm bảo rằng các hạt sôi sẽ cung cấp các năng lượng kiểm soát hiệu quả, nhưng trơ về mặt hóa học.